# L'Invincible (série télévisée)
Pour les articles homonymes, voir L'Invincible pour le roman.
L'Invincible (The Immortal) est une série télévisée canadienne en 22 épisodes de 42 minutes, créée par Tim Gamble et Michael Grais (en) et diffusée entre le 7 octobre 2000 et le 2 juin 2001 en syndication.
En France, la série a été diffusée à partir du 22 octobre 2001 sur RTL9 puis rediffusée sur TF1 et NT1.

## Synopsis
Au XVIe siècle, après que son épouse a été tuée et sa fille kidnappée par des démons, Raphael « Rafe » Cain fait le serment de se venger et de tuer tous les démons vivant sur Terre. Son écuyer Goodwin et lui obtiennent l'immortalité pour mener à bien leur mission.
Au XXe siècle, avec l'aide d'une parapsychologue, ils pourchassent les démons.

## Distribution
- Lorenzo Lamas (VF : Vincent Violette) : Raphael « Rafe » Cain
- April Telek (VFB : Colette Sodoyez) : Dr Sara Beckman
- Steve Braun (en) (VFB : Thierry Janssen) : Goodwin
- Robert Ito (VFB : Bernard Faure) : Yashiro
- Dominic Keating (VFB : Patrick Descamps) : Mallos
- Kira Clavell (VFB : Catherine Conet) : Vashista
- Grace Park : Mikiko

Version francophone
- Société de doublage : Made in Europe
- Directeurs artistiques : Rosalia Cuevas & Jean-Pierre Denuit
- Adaptation : François Grilliot & Ghislaine Gozes

## Épisodes
1. Les Démons de la nuit [1/2] (Demons of the Night [1/2])
2. Les Démons de la nuit [2/2] (Demons of the Night [2/2])
3. À mi-chemin entre le bien et le mal (Half Way)
4. Les Morts-vivants (Not So Dead)
5. Sale temps dans l'Ouest (Wicked Wicked West)
6. L'Ascenseur pour l'enfer (Prime Location)
7. Le Démon sur les ondes (Studio D)
8. Le Vol 666 (Flight 666)
9. Le Baiser de la mariée (Bride's Kiss)
10. Les jeux sont faits (The Hunted)
11. Les Nymphes de la forêt (Forest for the Trees)
12. Une histoire de fou (The Asylum)
13. Une école d'enfer (Learning Curve)
14. Conspiration démoniaque (The Good Squire)
15. Les contes de fées se terminent toujours bien (Wired)
16. Techno Zombie (Replay)
17. Voyage intérieur (Spy vs. Spa)
18. Eaux sulfureuses (Happily Never After)
19. Déjà vu (Deja Vu)
20. Jugement dernier [1/2] (Reckoning [1/2])
21. Jugement dernier [2/2] (Reckoning [2/2])
22. Kiyomi (Kiyomi)